# Freiheitsgeld
Freiheitsgeld ist ein 2022 erschienener Roman des deutschen Autors Andreas Eschbach. Das Hauptthema ist ein in der Handlung als „Freiheitsgeld“ bezeichnetes Bedingungsloses Grundeinkommen sowie die Anpassung der Menschheit an den globalen Wandel. Die Handlung spielt in den Jahren 2063 und 2064.  Das Buch ist in 41 Kapitel aufgeteilt, jedes Kapitel wird mit einer Datumsangabe überschrieben. Die Geschichte wird linear mit wechselnden Schauplätzen und Hauptpersonen erzählt.

## Inhalt
Ahmad Müller, ein Steuerfahnder in Ruhrstadt, wird bei einer Routinekontrolle vom Kunden eines zertifizierten Drogenhändlers mit einem Messer attackiert. Er überlebt den Angriff. Während seiner Genesung fasst er den Entschluss, zu der für die Aufklärung von Gewaltverbrechen zuständigen Abteilung der Polizei wechseln zu wollen. 
Unterdessen beziehen Valentin und Lina Jouvens eine Wohnung in einer „Oase“ genannten Gated Community. Valentin wurde als Mitarbeiter in einem Fitnessstudio angestellt und soll in dieser Funktion auch den hochbetagten Bundeskanzler und EU-Präsidenten a. D. Robert Havelock betreuen, der ebenfalls in der „Oase“ lebt. Lina, die in ärmlichen Verhältnissen aufgewachsen ist, hat allerdings Schwierigkeiten, sich an das luxuriöse Umfeld zu gewöhnen, und versucht herauszufinden, warum ihre Vormieter die Oase verlassen haben.
Therese und Kilian Strehminger, die Vormieter von Lina und Valentin, versuchen sich wieder mit dem Leben außerhalb der Oase zu arrangieren. Durch das Freiheitsgeld können sie ihren Lebensunterhalt weiterhin finanzieren, jedoch hadert Kilian trotzdem mit der Arbeitslosigkeit. Kilian hat Havelock ebenfalls als Physiotherapeut betreut. Infolge einer mutmaßlich manipulierten Abstimmung der Bewohner waren die Strehmingers jedoch gezwungen, aus der Oase auszuziehen.
Ahmads erster Fall in der Abteilung Gewaltverbrechen ist der Mord an einem Journalisten namens Günter Leventheim, der als prominenter Kritiker des Altpräsidenten Havelock bekannt war.
Havelock, der in seiner Amtszeit als EU-Präsident für die EU-weite Einführung des Freiheitsgeldes verantwortlich war, soll bei einem Festakt anlässlich des Jubiläums des Freiheitgeldes eine Rede halten. Wenige Tage vor diesem Ereignis wird er allerdings tot in seiner Wohnung aufgefunden. Alles deutet zunächst auf Suizid hin. Ahmad und sein Kollege Ulf Pfenning, ein renommierter und erfahrener Ermittler, stellen jedoch einen Zusammenhang zwischen dem Mord an Leventheim und dem Tod Havelocks her. Sie finden Dokumente bei Ahmads Bruder, der im selben Haus wie Leventheim wohnt. Durch Valentin Jouvens finden sie heraus, dass es einen unzureichend überwachten Zugang zur Oase gibt, durch den Leventheim ungesehen zu Havelock gelangen konnte. Auch der Mann, der Ahmad mit dem Messer attackiert hat, scheint in die Morde verwickelt zu sein. Die Ermittlungen werden jedoch von höherer Stelle blockiert. Als Pfenning auf eigene Faust ermitteln will, wird er am nächsten Morgen erschossen aufgefunden. Ahmad fällt unter Verdacht und wird vorläufig vom Dienst freigestellt. 
Ahmad findet in einem Plüschtier, das Havelock Kilian Strehminger geschenkt hatte, die Aufzeichnung eines Gesprächs zwischen Leventheim und Havelock. Darin wird deutlich, dass es offenbar eine nicht erklärbare Unbekannte bei der Finanzierung des Freiheitsgeldes gibt, weil die Steuereinnahmen rechnerisch nicht ausreichen würden, um das System zu finanzieren. Diese Erkenntnis wollten Havelock und Leventheim offenbar am Jubiläumstag veröffentlichen. Ahmad versucht mit Hilfe seiner Freundin Franka, seines drogensüchtigen Bruders Basir und den Ehepaaren Jouvens und Strehminger die richtigen Schlüsse aus den Tatsachen zu ziehen. Die Beteiligten fürchten aber die mögliche Abschaffung des Freiheitsgeldes oder wollen nicht weiter in der Sache aktiv werden. Ahmads Versuche, die Aufzeichnung im Internet zu veröffentlichen, scheitern auf unerklärliche Weise. Franka eröffnet ihm zudem, dass sie schwanger sei.
Ein Hinweis der Kriminaltechnikerin, die die Spuren in beiden Fällen untersucht hat, weist auf einen bestimmten Ort in der Naturschutzzone Teuto hin, einem Totalreservat im Teutoburger Wald. Ahmad versucht, in das Gebiet zu gelangen, was ihm erst im zweiten Anlauf gelingt. Dort findet er in der Nähe der Externsteine zu seiner Überraschung ein Luxus-Anwesen, auf dem er den Mann antrifft, der ihn damals mit dem Messer angegriffen hat. Beim Versuch, ihn zu stellen, stellt sich heraus, dass das Anwesen Ivana Quayle gehört, einer superreichen Naturschutzfunktionärin. Sie weiht Ahmad in den Plan ein, den die globale Geldelite infolge eines missglückten Versuchs, den Mars zu besiedeln, derzeit umsetzt: Sie versucht, durch radikalen Naturschutz die Bewohnbarkeit der Erde zu bewahren, die Menschheit durch chemische Sterilisation auf eine maximale Bevölkerung von 500 Millionen zu reduzieren und dabei allen Menschen ein scheinbar selbstbestimmtes, weitgehend sorgenfreies Leben zu ermöglichen, indem sie das System des Freiheitsgeldes mit Hilfe ihres Vermögens am Laufen hält.
Sie stellt Ahmad vor die Wahl, den Plan im Rahmen seiner Möglichkeiten zu unterstützen oder ihn durch Manipulation seine Glaubwürdigkeit so zu untergraben, dass es ihm unmöglich ist, die Verschwörung aufzudecken. Außerdem prognostiziert sie Franka eine Fehlgeburt, sollte Ahmad sich gegen eine Unterstützung des Plans entscheiden. Das Buch endet damit, dass Ahmad als neuer Revierleiter und frisch verheiratet mit seiner schwangeren Frau in die „Oase“ einzieht.

## Themen
Im Buch wird in erster Linie die Idee des Bedingungslosen Grundeinkommens kritisch behandelt. Dazu gehören auch die Rahmenbedingungen, die möglicherweise geschaffen werden müssten, um ein solches System zu ermöglichen. Eschbach beschreibt dabei unter anderem die Abschaffung des Bargeldes, die weitgehende Automatisierung der Wirtschaft, die Abschottung der Europäischen Union gegen Migration und die tiefgreifende Überwachung der Bürger. Die Migrationsströme vergangener Zeiten haben dazu geführt, dass die Mehrzahl der Charaktere in dem Buch entsprechende Namen haben. Auch die Legalisierung des Drogenkonsums wird als Bedingung beschrieben, die den Menschen helfen soll, mit der neuen Situation umzugehen, in der die Arbeit als sinnstiftender Faktor wegfällt.
Ein weiterer Themenkomplex, der aufgegriffen wird, sind mögliche Maßnahmen, die zur Anpassung an den Globalen Wandel ergriffen werden könnten. Dazu gehören die Schaffung großflächiger Totalreservate, um Kohlenstoffdioxid aus der Atmosphäre zu binden, und die gleichzeitige Konzentrierung der Menschen in Megalopolen, die Umstellung auf insekten- und pflanzenbasierte Ernährung und konsequente Kreislaufwirtschaft bis hin zur Reduzierung der Weltbevölkerung.
Auch der Aspekt von Privilegien der Wohlhabenden und der Geldelite gegenüber der Masse wird beleuchtet, beispielsweise anhand der Verhältnisse in den Gated Communities und anhand des Zugangs zu einem Jugendserum, das den Alterungsprozess verlangsamt oder sogar aufhält.